# 2008 CBL 챔피언 시리즈
2008 CBL 챔피언 시리즈는 10월 4일부터 10일까지 모두 3차전을 벌여 톈진 라이온스가 베이징 타이거즈를 상대로 3전 전승으로 스윕하며 우승했다. 우승 후 톈진 라이온스는 그해 중국 리그팀 대표로서는 처음으로 아시아 시리즈에 출전하였다.

## 정규 시즌
| 순위 | 구단   | 승점 |
| ---- | ------ | ---- |
| 1위  | 톈진   | 38   |
| 2위  | 베이징 | 24   |
| 3위  | 상하이 | 20   |
| 4위  | 쓰촨   | 18   |
| 5위  | 광둥   | 16   |
| 6위  | 장쑤   | 10   |

## CBL 챔피언 시리즈 경기 결과

### 1차전
10월 4일 - 루창 야구장
- 톈진 라이온스 2: 0 베이징 타이거즈

### 2차전
10월 5일 - 루창 야구장
- 톈진 라이온스 13 : 3 베이징 타이거즈

### 3차전
10월 10일 - 톈진 다저스 스타디움
| 팀                                                                    | 1 | 2 | 3 | 4 | 5 | 6 | 7 | 8 | 9 | R  | H  | E |
| 베이징 타이거즈                                                       | 0 | 1 | 2 | 3 | 0 | 0 | 0 | 0 | 0 | 6  | 9  | 1 |
| 톈진 라이온스                                                         | 0 | 1 | 4 | 0 | 0 | 2 | 4 | 0 | x | 11 | 14 | 1 |
| 승리 투수: 패전 투수: 홈런: 베이징 – 양준혁(8회 3점), 진갑용(8회 2점) |   |   |   |   |   |   |   |   |   |    |    |   |